# Antti Tulenheimo

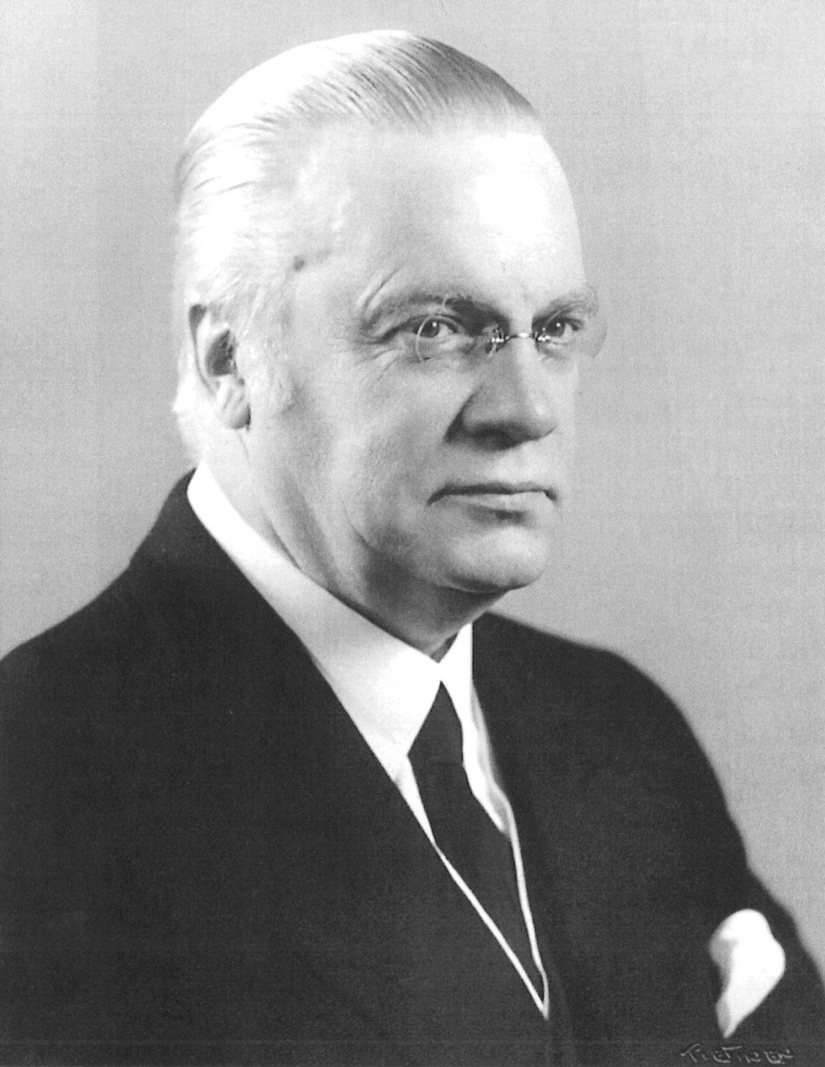
Antti Tulenheimo (1939)

Antti Agathon Tulenheimo (Kangasala, 4 december 1879 - Helsinki, 3 september 1952) was een Fins politicus. 
Tulenheimo was lid van de conservatieve Nationale Coalitie Partij (KOK). In 1917 werd hij minister van Justitie en van 1918 tot 1919 was hij minister van Binnenlandse Zaken. 
Van 1921 tot 1924 was Tulenheimo voorzitter van de Nationale Coalitie Partij.
Antti Tulenheimo was van 31 maart 1925 tot 31 december 1925 minister-president van een coalitieregering KOK/Finse Agrarische Partij.
Van 1931 tot 1944 was hij burgemeester van Helsinki.